# Качиний тест
Качи́ний те́ст  (англ. duck-test, іноді дак-тест) — жартівливий тест на очевидність того, що відбувається. Згідно з цим тестом, сутність явища можливо ідентифікувати за типовими зовнішніми ознаками
. Історія створення качиного тесту достеменно невідома, спочатку він виник у Сполучених Штатах Америки та Великій Британії, а потім калькою з англійської потрапив у інші мови. В перекладі з англійської виглядає як:

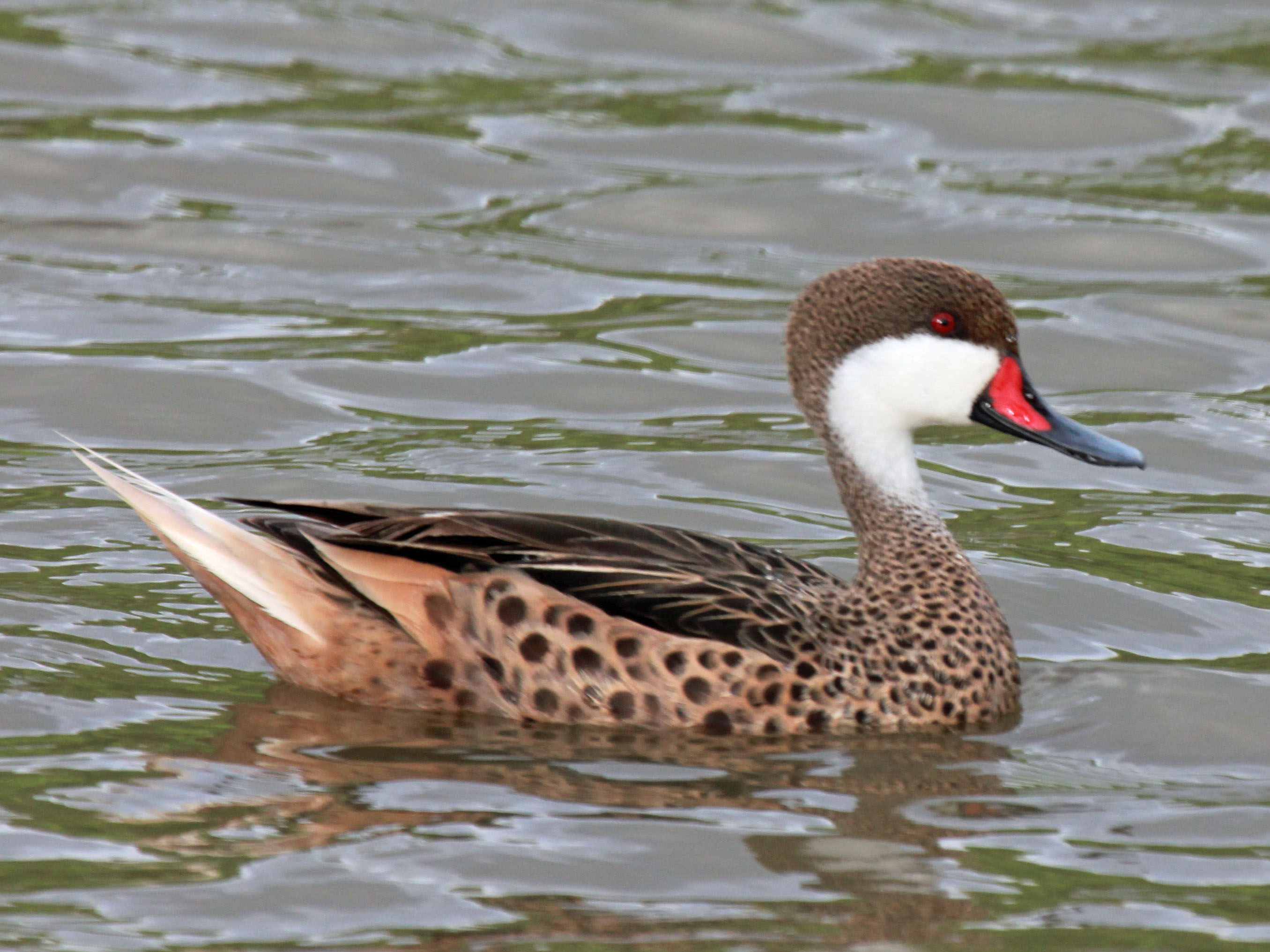
Воно кахкає, як качка, плаває, як качка, і виглядає, як качка. Імовірно, це качка.

Якщо воно виглядає, як качка, плаває, як качка, і кахкає, як качка, то це, імовірно, і є качка.
Оригінальний текст (англ.)
If it looks like a duck, swims like a duck and quacks like a duck, then it probably is a duck.

## Примітка
1. ↑  Цікаві факти про качок. Архів оригіналу за 20 Грудня 2016. Процитовано 10 Грудня 2016.
2. ↑  Did you know that the phrase "if it looks like a duck..." was originally about a mechanical pooing duck?
3. ↑  Перевірка реальності. Як гумова качечка може зберегти вам психічне здоров’я